# 東京時裝周
东京时装周（日语：東京コレクション，英語：或）是日本东京举办的一个时装贸易展，每年举办两次，奢侈品、成衣和街头服饰品牌展示其春季和秋季系列。
東京時裝周是亞洲影響力最大的時裝周之一。近年来，促进东京时装周和日本时尚产业的国际化已成为时尚从业者的重点工作。
东京时装周尤其以作为前卫和实验性时尚以及东京街头服饰的展示平台而闻名。它是亚洲最大的时装周。
自2019年以来，乐天一直是东京时装周的冠名赞助商，将该活动命名为乐天时装周东京(Rakuten Fashion Week Tokyo)。此前的冠名赞助商包括亞馬遜时尚(Amazon Fashion)和梅赛德斯-奔驰(Mercedes-Benz)。2020年的时装秀因新冠疫情而取消。

## 官方網站
- 東京時裝周 （页面存档备份，存于）